# Maskulińskie
Maskulińskie – osada leśna w Polsce, w sołectwie Karwica, położona w województwie warmińsko-mazurskim, w powiecie piskim, w gminie Ruciane-Nida na obszarze Puszczy Piskiej.
W latach 1975–1998 miejscowość administracyjnie należała do województwa suwalskiego.
Osada była siedzibą nadleśnictwa (niemieckiego Kurwien, polskiego Karwica, wreszcie Maskulińskie), nazwana została na cześć Mariana Maskulińskiego.